# Ola Andersson
Ola Per Andersson (Åkersberga, 1º luglio 1966) è un ex calciatore, allenatore di calcio e dirigente sportivo svedese, di ruolo centrocampista.

## Carriera
Cresciuto a Lövstalöt, area urbana nei pressi di Uppsala, ha svolto la trafila delle giovanili nel Bälinge IF.
Nel 1987 è passato al Brommapojkarna rimanendovi per tre stagioni, tutte trascorse giocando nella seconda serie nazionale, che all'epoca era denominata Division 1.
Nel 1990 è sceso nella terza serie nazionale per giocare nel Sirius, squadra di Uppsala. Al termine di quella stagione, la squadra nerazzurra ha conquistato la promozione, salvandosi poi in tutte le annate che hanno visto Andersson in rosa.
A partire dal 1995 ha indossato la maglia dell'AIK, società con cui ha debuttato in Allsvenskan all'età di 28 anni. Già nell'arco di quella stagione ha iniziato ad essere schierato titolare con regolarità nel centrocampo dell'AIK, tanto che nel giugno 1995 è stato schierato dal CT della Nazionale Tommy Svensson per il torneo amichevole Umbro Cup. Dal suo arrivo in nerogiallo, in quasi 2 anni e mezzo non ha mai saltato una partita. Nell'ottobre del 1996 è diventato capitano della squadra, difatti era lui il capitano anche nel quarto di finale di Coppa delle Coppe 1996-1997 contro il Barcelona. Nella primavera del 1997 ha iniziato ad avere problemi ad un ginocchio, che lo hanno costretto a uno stop di quattro mesi. Successivamente ha preso parte ad alcune partite, ma nel dicembre 1997 si è operato ed è tornato a giocare solo alla fine dell'estate del 1998, stagione che si è conclusa con la conquista del titolo nazionale da parte dell'AIK. Nel 1999-2000 è sceso in campo in tutte e dieci le partite disputate dall'AIK nella fase a gironi della Champions League 1999-2000. Ha lasciato la squadra alla fine della stagione 2000.
Il 2001 è stata la sua ultima stagione da giocatore, trascorsa dividendosi fra il Vasalund nella quarta serie nazionale e il Sirius in terza serie.
Negli anni seguenti al ritiro è stato allenatore – nelle serie minori, per un breve periodo – e commentatore sportivo. Oltre a ciò, dal 2006 al 2008 ha ricoperto il ruolo di direttore sportivo dell'AIK, dal 2013 al 2015 è stato a capo del consiglio di amministrazione del Sirius mentre dal novembre 2018 è direttore sportivo sempre al Sirius.